# 1918 en photographie
| Années de la photographie : 1915 - 1916 - 1917 - 1918 - 1919 - 1920 - 1921    |
| Décennies de la photographie : 1880 - 1890 - 1900 - 1910 - 1920 - 1930 - 1940 |

Cet article présente les faits marquants de l'année 1918 en photographie.

## Événements

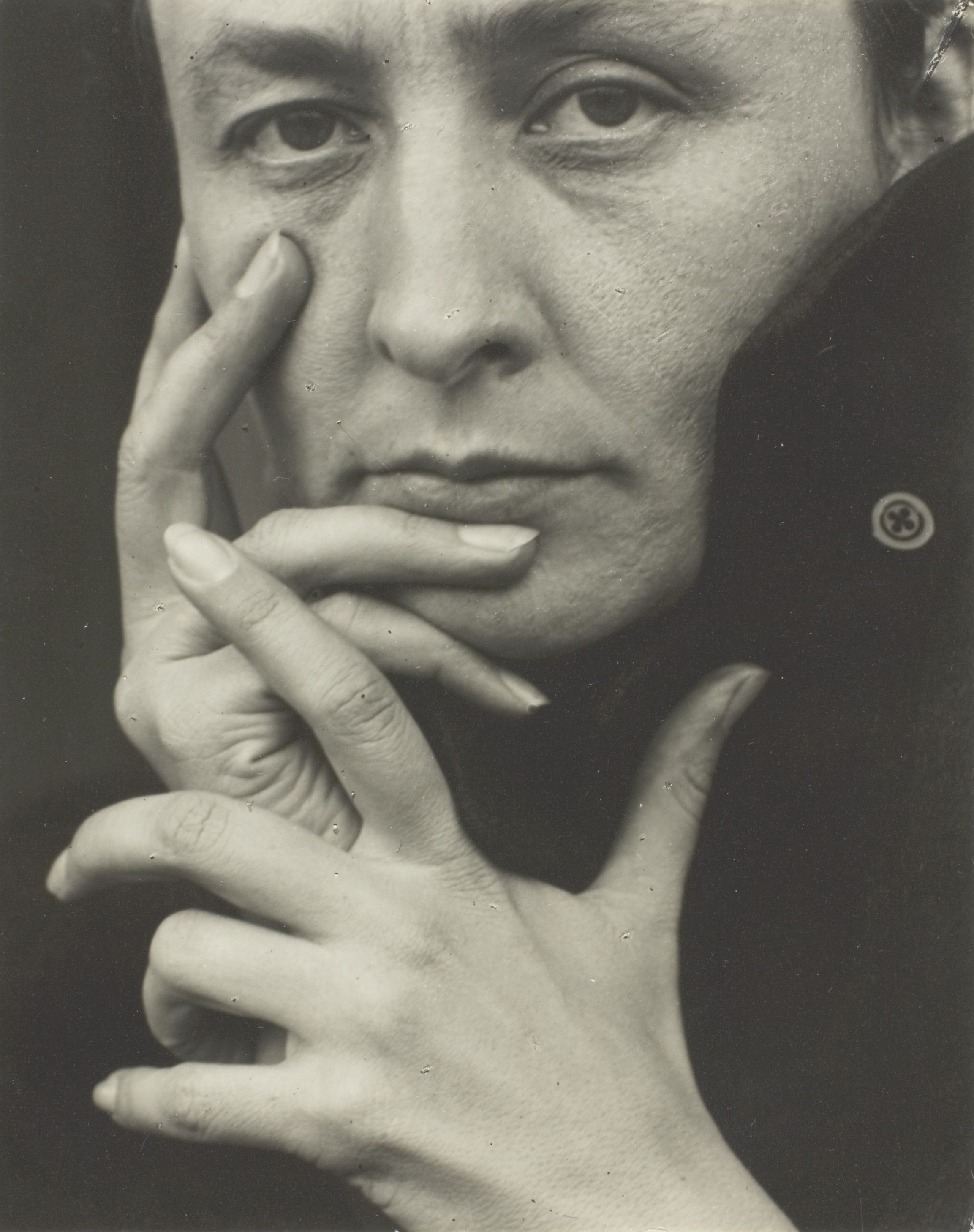
Alfred Stieglitz, Georgia O’Keeffe, 1918.

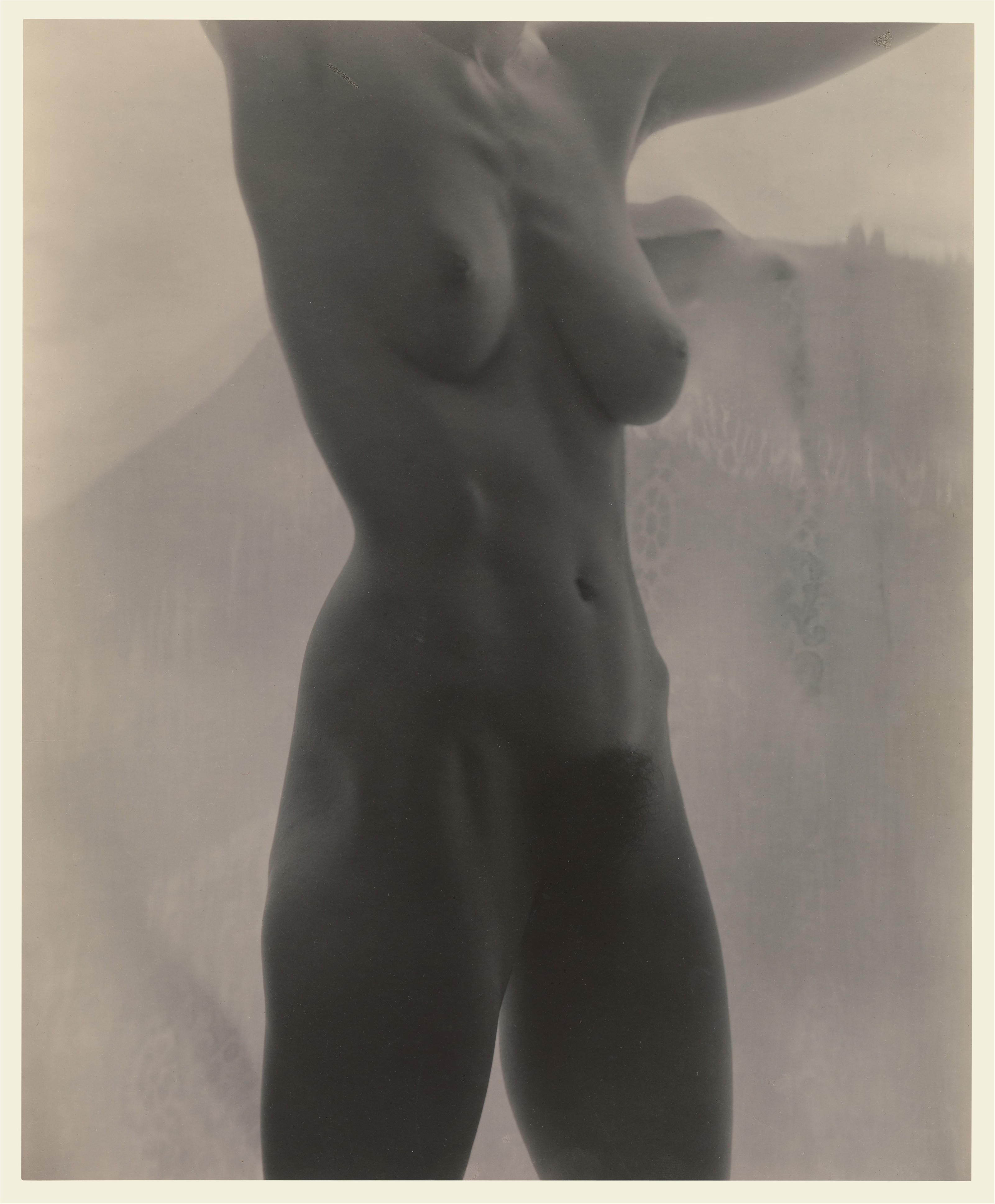
Alfred Stieglitz, Torse de Georgia O'Keeffe, épreuve à la gélatine argentique.

- Georgia O'Keeffe s'installe à New York et pose pour des nus photographiques d'Alfred Stieglitz qui font scandale[2].
- Dorothea Lange ouvre un studio photographique à San Francisco[3].

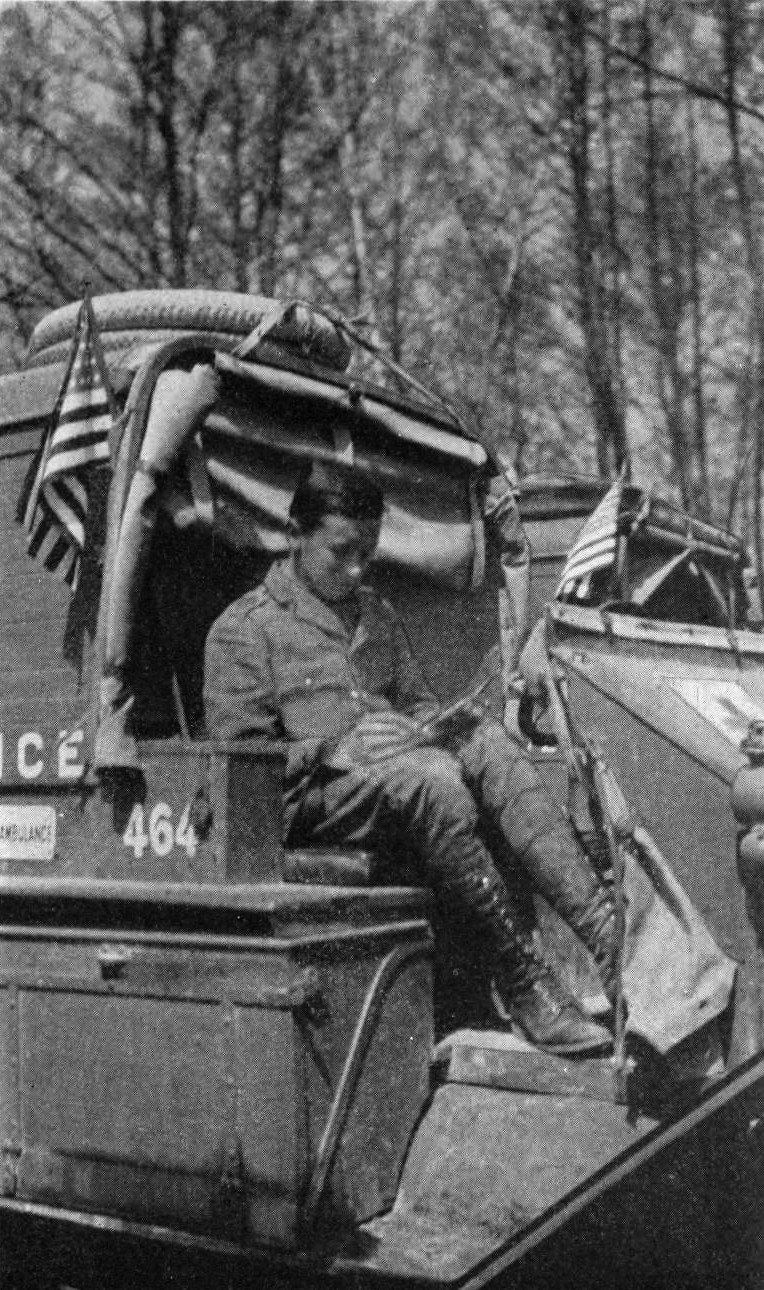
Julien Bryan en 1917 en France alors qu'il rédige Ambulance 464.

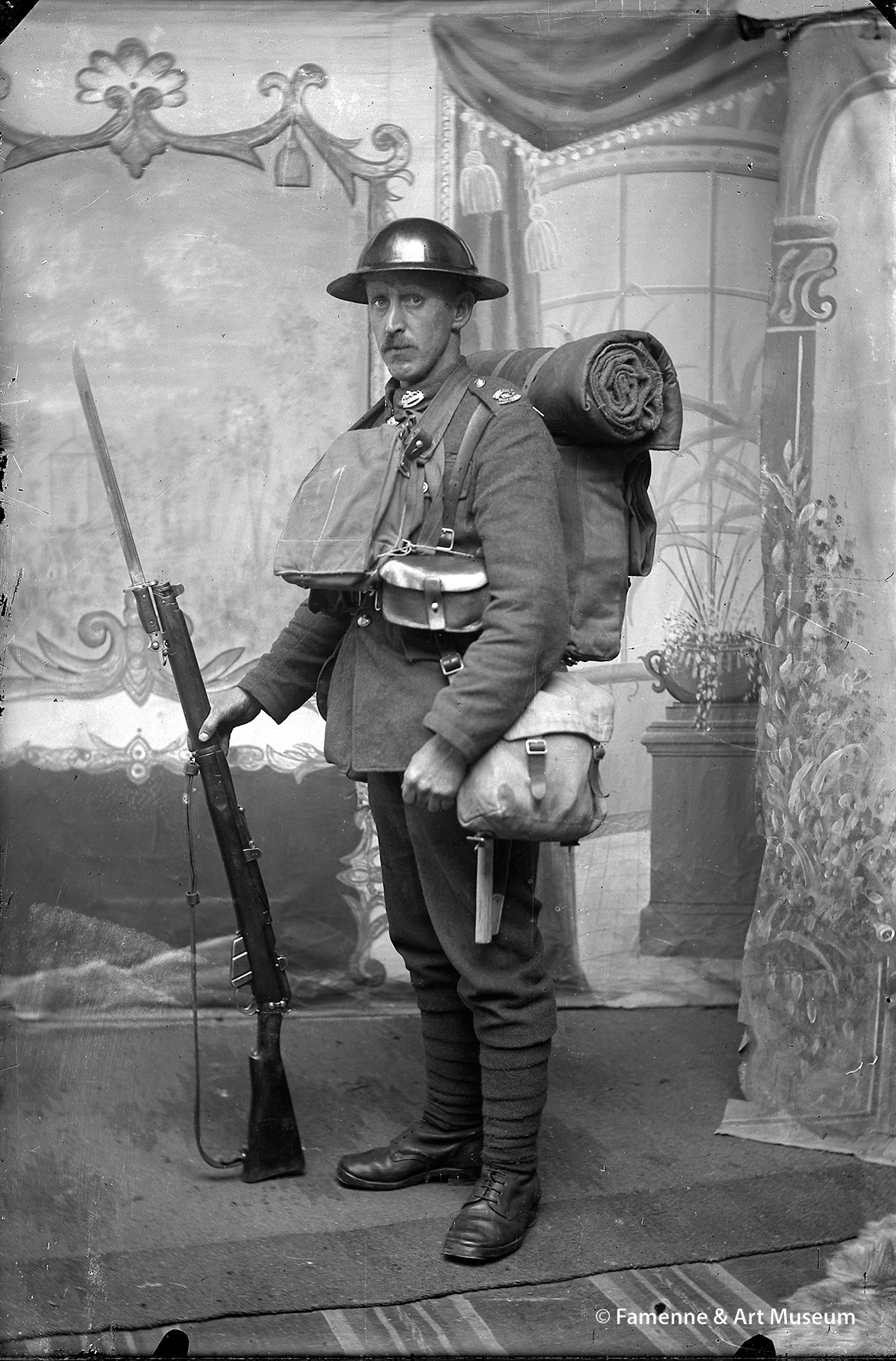
Léon Peret, Soldat du "2nd South African Infantry Regiment".

- novembre - décembre : le photographe belge Léon Peret photographie les soldats de l'empire britannique, venus dans la région de Marche-en-Famenne pour veiller à l'évacuation des troupes allemandes fixée par la convention d'armistice du 11 novembre[4].

- Jean-Baptiste Tournassoud est nommé directeur de la Section photographique et cinématographique des Armées (SCPA).

## Livres de photographie
- Joshua Benoliel, Arquivo gráfico da vida portuguesa, Lisbonne ; ouvrage illustré par ses photographies de la vie quotidienne des Lisboètes, prises de 1903 à 1918.
- Julien Bryan, Ambulance 464 : encore des blessés, New York, The Macmillan Company : Bryan, engagé volontaire à 17 ans dans l'American Field Service pour le compte de l'armée française, conduit une ambulance à Verdun et dans l'Argonne ; son ouvrage qui documente ses expériences est illustré par ses photographies[5].
- La Gloire de la France (préf. Daniel Vincent), Paris, Émile Paul ; 4 fascicules in-folio de photographies : L'aviation française ; La Marseillaise ; L'agriculture et la guerre ; Paris pendant la guerre (En ligne sur Gallica)..
- Germaine Krull, Wanda von Debschitz-Kunowski et Josef Pécsi, Der Akt. Zwanzig photographische Aufnahmen des weiblichen Körpers nach der Natur, Dachau, Eichhorn-Verlag : album  de 20 photographies de nus féminins[6].

## Études, essais, articles
- Armand de Gramont, La Photographie en avion, Paris, Lahure : tiré-à-part de l'article publié dans le Bulletin de la section technique de l'aéronautique militaire, fascicule 5, octobre 1918.

## Naissances
- 6 janvier : Giuseppe Palmas, photographe et photojournaliste italien, mort le 22 juillet 1977.
- 1er mars : Sophie Macaire, photographe et artiste lyrique française, née le 5 septembre 1841.
- 3 mars : Arnold Newman, photographe portraitiste américain, mort le 6 juin 2006.
- 5 mars : Tadahiko Hayashi, photographe japonais, mort le 18 décembre 1990.
- 8 avril : Morris Engel, photographe et réalisateur américain, mort le 5 mars 2005.
- 10 avril : Cornell Capa, photographe américain d'origine hongroise, cofondateur du Centre international de la photographie en 1974 à New York, mort le 23 mai 2008.
- 22 juillet : Christer Strömholm, photographe suédois, mort le 11 janvier 2002.
- 16 septembre : Charlotte Brooks, photographe américaine, morte le 15 mars 2014.
- 19 septembre : Wayne Miller, photographe américain, mort le 22 mai 2013.
- 5 octobre : Mikhaïl Trakhman, photographe photojournaliste russe, mort le 27 novembre 1976.
- 25 octobre : Arthur Leipzig, photographe américain, connu pour son travail de photographie de rue, mort le 5 décembre 2014.
- 2 novembre : Kon Sasaki, photographe japonais, mort le 27 mars 2009.
- 16 décembre : Henry Clarke, photographe de mode américain, mort le 26 avril 1996.
- 30 décembre : William Eugene Smith, photojournaliste et photographe de guerre américain, mort le 15 octobre 1978.

- Date précise non renseignée ou inconnue :
  - Keiichirō Gotō, photographe japonais, mort en 2004.
  - Shigeo Hayashi, photographe japonais, mort le 1er septembre 2002.

## Décès
- 19 janvier : Arthur Batut, photographe français, né le 9 février 1846.
- 27 février : Étienne Neurdein, photographe français, né le 3 décembre 1832.
- 14 mars : Giuseppe Wulz, photographe italien, né le 18 mars 1843.
- 3 avril : Rudolf Dührkoop, photographe portraitiste allemand, né le 1er août 1848.
- 9 avril : Martin Peter Gerlach, graveur, éditeur et photographe allemand actif à Vienne, né le 13 mars 1846.
- 10 mai : Lydie Bonfils, photographe française, active au Moyen Orient, fondatrice avec son mari Félix Bonfils du premier studio photographique à Beyrouth, morte le 21 mars 1837.
- 1er juillet : Antonio García Peris, photographe espagnol actif à Valence, né le 7 janvier 1841.
- 20 octobre : Paul Bunel, photographe français, né le 21 janvier 1882.
- décembre : Suzuki Shin'ichi I, photographe japonais, né en juillet 1837.
- Date précise non renseignée ou inconnue :
  - Kevork Abdullahian, photographe arménien ottoman, créateur avec ses frères Vichen et Hovsep du studio photographique Abdullah Frères à Constantinople, né en 1839.
  - Leonídas Papázoglou, photographe grec, né en 1872.

## Célébrations
Centenaire de naissance
- Antoine Samuel Adam-Salomon
- Frères D'Alessandri
- William Edward Kilburn
- Henri Le Secq
- Anton Melbye
- Alphonse Plumier
- Franjo Pommer
- Paolo Salviati
- Pierre Trémaux